# Monopsyllus vison
Monopsyllus vison är en loppart som beskrevs av Baker 1904. Monopsyllus vison ingår i släktet Monopsyllus och familjen fågelloppor. Inga underarter finns listade i Catalogue of Life.